# Người Liechtenstein
Người Liechtenstein (tiếng Đức: Liechtensteiner, phát âm [ˈlɪçtn̩ˌʃtaɪ̯nɐ] ⓘ) những người bản xứ Liechtenstein có liên kết gốc gác chặt chẽ với người Đức Thụy Sĩ và người Swabia. Ước lượng có khoảng 34,000 người Liechtenstein trên toàn cầu ở đầu thế kỷ 21.